# Журсак
Журса́к (фр. и окс. Joursac) — коммуна во Франции, находится в регионе Овернь. Департамент — Канталь. Входит в состав кантона Алланш. Округ коммуны — Сен-Флур.
Код INSEE коммуны — 15080.
Коммуна расположена приблизительно в 420 км к югу от Парижа, в 75 км южнее Клермон-Феррана, в 55 км к северо-востоку от Орийака.

## Население
Население коммуны на 2008 год составляло 155 человек.
| 1962 | 1968 | 1975 | 1982 | 1990 | 1999 | 2008 |
| ---- | ---- | ---- | ---- | ---- | ---- | ---- |
| 244  | 302  | 261  | 202  | 193  | 155  | 155  |

## Экономика

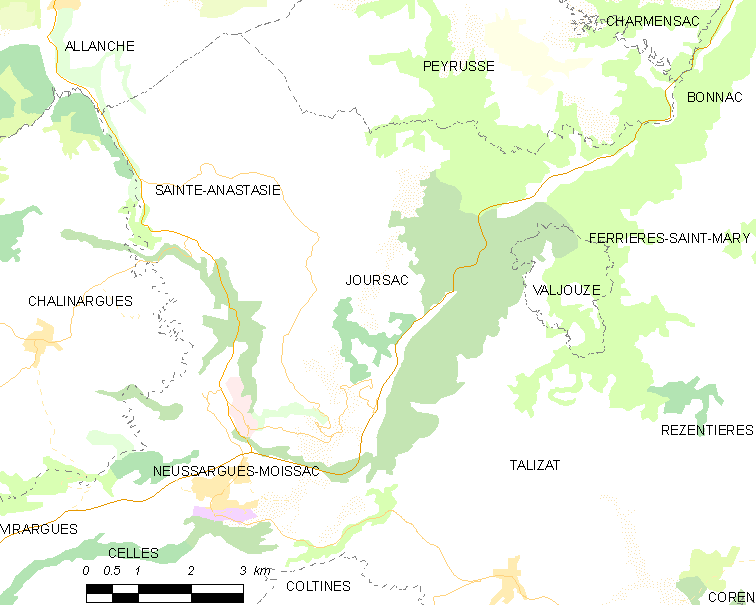
Карта коммуны

В 2007 году среди 97 человек в трудоспособном возрасте (15—64 лет) 61 были экономически активными, 36 — неактивными (показатель активности — 62,9 %, в 1999 году было 71,6 %). Из 61 активных работали 60 человек (33 мужчины и 27 женщин), безработным был 1 мужчина. Среди 36 неактивных 6 человек были учениками или студентами, 22 — пенсионерами, 8 были неактивными по другим причинам.

## Достопримечательности
- Церковь Сент-Этьен (XII век). Памятник истории с 1992 года[3]
- Дом XVI века. Памятник истории с 1972 года[4]
- Дольмен Рекуль. Памятник истории с 1977 года[5]
- Руины замка Мардонь (XII—XIII века). Памятник истории с 1980 года[6]